# 에바 움라우프
에바 움라우프(독일어: Eva Umlauf, 1942년 12월 19일 ~ )는 슬로바키아-독일 소아과 의사, 심리치료사, 홀로코스트의 생존자, 그리고 목격자이다. 그녀는 아우슈비츠 강제 수용소의 최연소 생존자 중 한 명이다. 